# Alm (Bergweide)

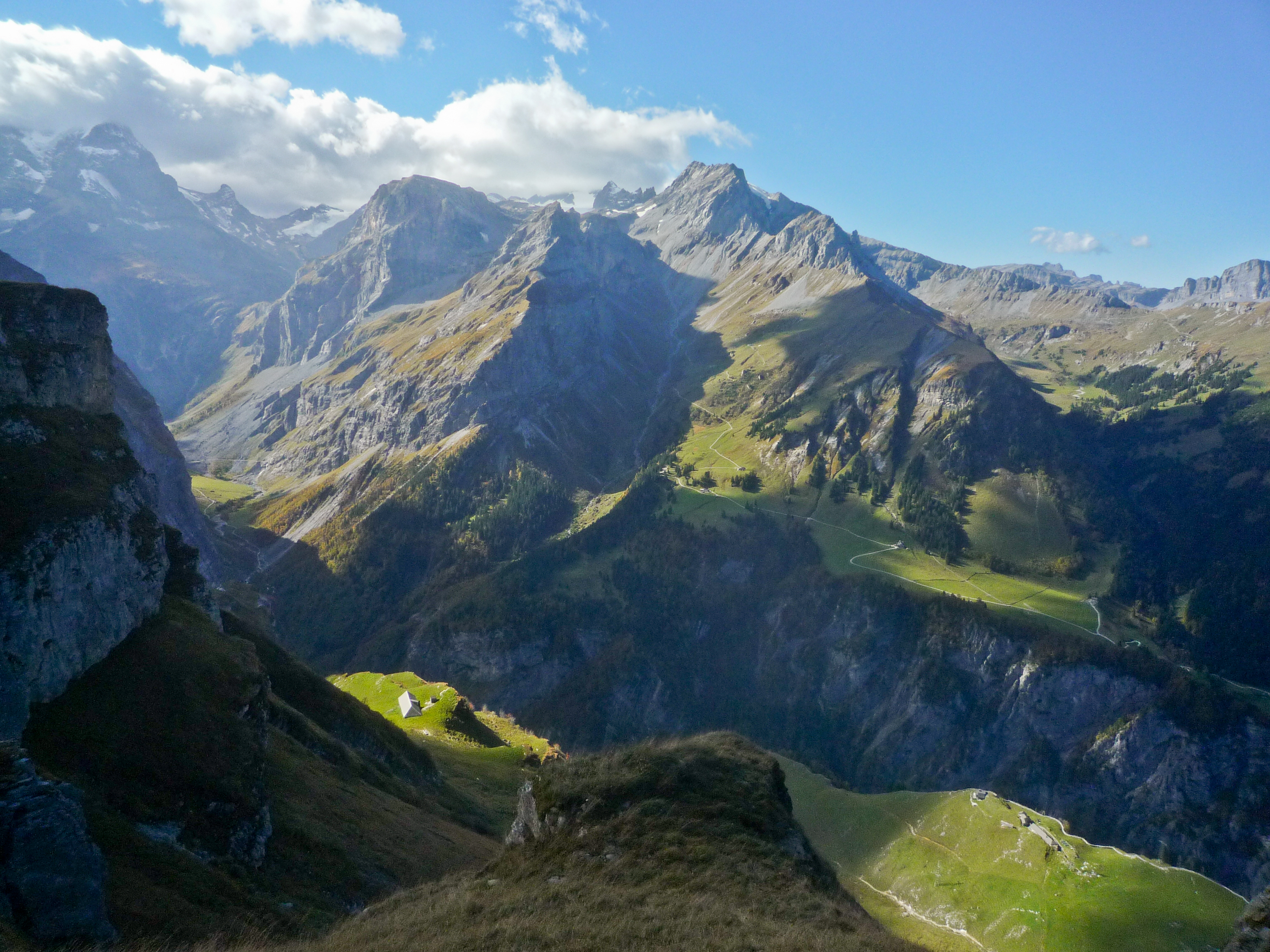
Fünf Alpen um Tierfehd in der Sonne; links im hinteren Talverlauf Vorder Sand,, im Vordergrund links Mättli und rechts Baumgarten ; auf der gegenüberliegenden Talseite links Altstafel und Chäsboden.

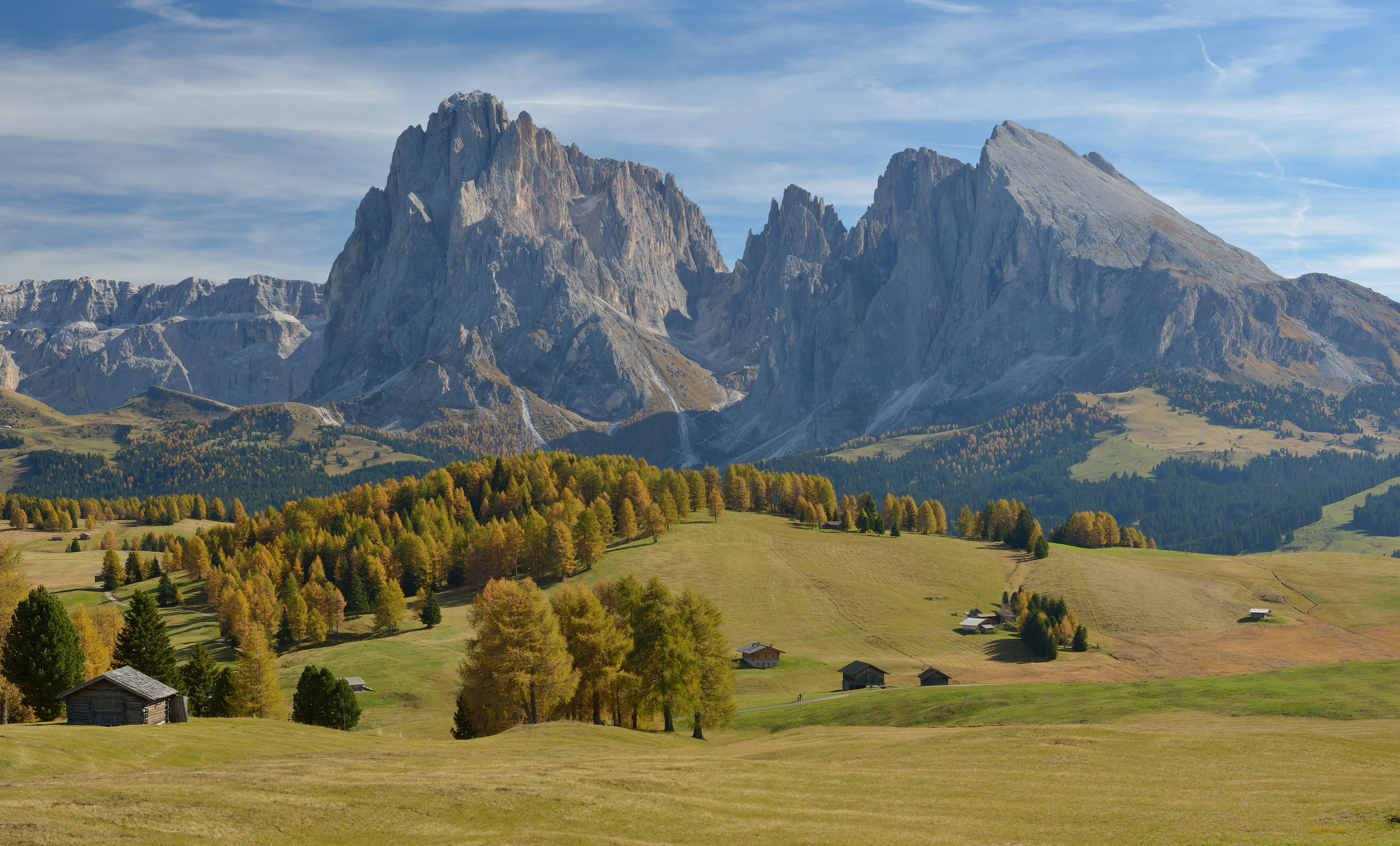
Die Seiser Alm in Südtirol, ausgedehnteste Hochalm Europas auf einer Höhe von bis, vor der Langkofelgruppe

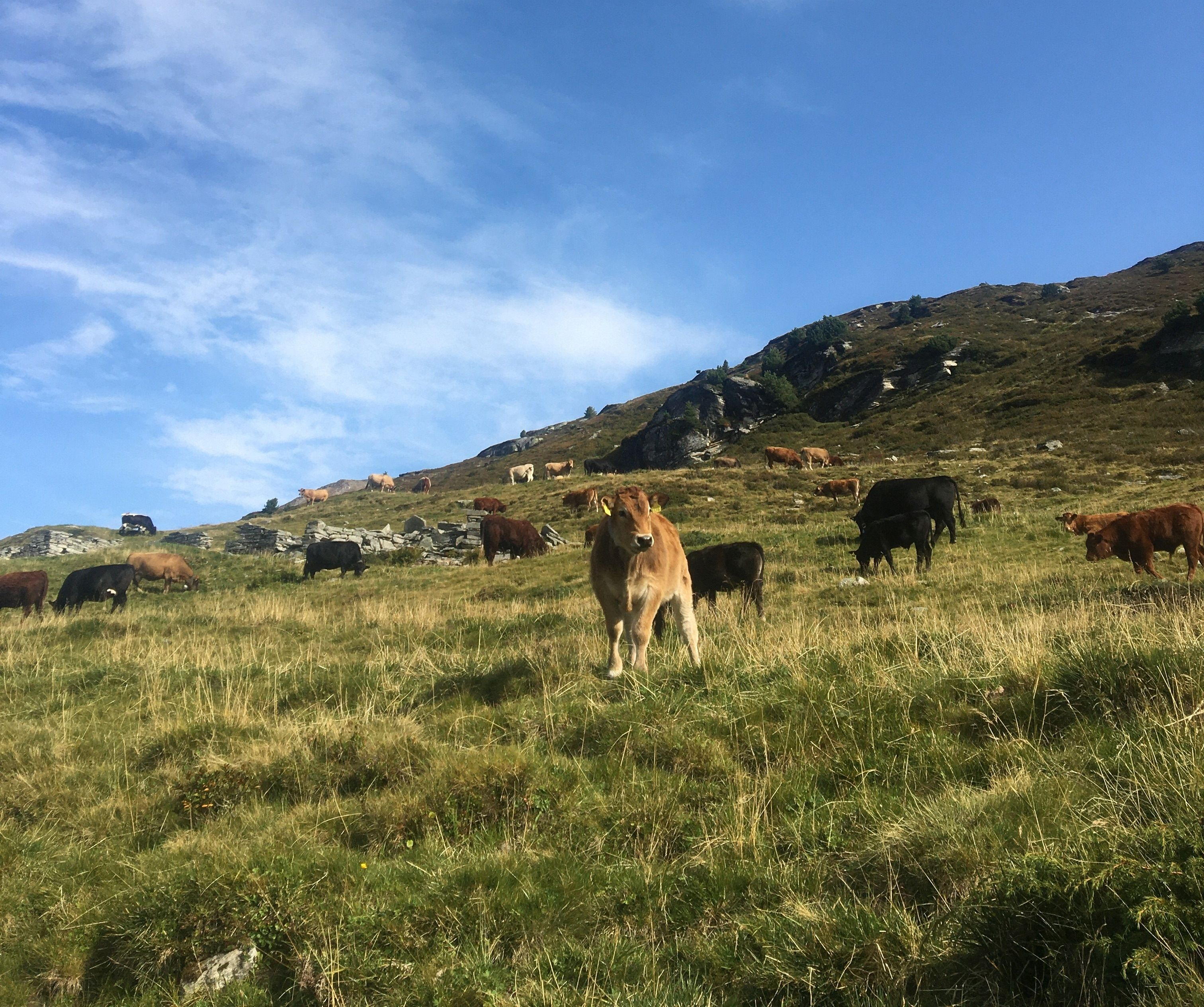
Weidende Rinder auf einer Hochalm

Eine Alm (bairisch), Alp, Alpe oder Alb (alemannisch) bezeichnet das Sömmerungsgebiet – die während der Sommermonate benutzten Bergweiden, Wirtschaftsgebäude und sonstige Infrastruktur mit eingeschlossen – als Flurform. Daneben bezeichnet bairisch Alm (alemannisch aber Matte) die zum Weiden und Heuen genutzten Bergweiden und -wiesen als Vegetationsgesellschaft (in der Bergwaldstufe durch Rodung angelegt, in der subalpinen Vegetationsstufe durch Rodung und Viehverbiss, in der baumfreien Alpinstufe als pastorale Naturweide). Im Zuge des Rückgangs der Almwirtschaft und einer stärkeren touristischen Nutzung werden als „Alm“ oder „Alp“ oft nur das Gebäude, die Almhütte bzw. Alphütte oder den Bergweidhof, wahrgenommen.
Im weiteren Sinne bezeichnet Almwirtschaft oder Alpbetrieb sowohl die Sennerei (auch Senntum, alpine Milchwirtschaft), Bergweidewirtschaft (die sommerliche Viehwirtschaft, Sennwirtschaft beim Rind und Transhumanz von Pferd, Ziege, Schaf) als auch Acker- und Feldbau der Bergräume (Berglandwirtschaft als Ganzes). Die Almwirtschaft ist als „Immaterielles Kulturerbe der Menschheit“ anerkannt.

## Wortherkunft
Das Wort Alm ist die verschliffene Form von mittelhochdeutsch alben, dem ursprünglichen Dativ Singular des Wortes albe, dessen Nominativform als Alp(e) (mittelhochdeutsch alpe) in den alemannischen Dialekten weiterlebt und sich auch in den Namen der Alpen, der Schwäbischen Alb und Fränkischen Alb findet.
Alb(e), Alp(e) geht auf ein vorindogermanisches Wort zurück, als dessen Bedeutung „(hoher) Berg“ vermutet wird. Die spätere Wortentwicklung wurde womöglich durch eine Anlehnung an lateinisch alba „weiß“ beeinflusst.
In Bayern (ausgenommen Allgäu) und Österreich (ausgenommen Vorarlberg und westliches Tirol, bis etwa Imst und Pitztal) ist Alp nicht gebräuchlich, dort wird Alm benutzt. Davon abgeleitet sind die geographischen Bezeichnungen von Fluren, Tälern, Pässen und Gebirgen (meist im Plural). Im Südostalpenraum findet sich Alm für die Einrichtung nicht mehr in der Regionalsprache, dort steht Schwaig(e) (zu mittelhochdeutsch sweige „Sennerei“) für den milchverarbeitenden Almbetrieb (Schwaighof, bzw. dessen Melkalm), Ortsnamen der Form finden sich aber auch dort.
Wird Alm mit Allmende in Beziehung gebracht, bezieht sich das auf eine regional verbreitete gemeinschaftliche Bewirtschaftungsform, ein etymologischer Zusammenhang besteht nicht.

## Geschichte
Archäologische Forschungen der ANISA weisen auf dem Dachsteingebirge (Österreich) eine bronzezeitliche Almwirtschaft von 1700 bis 900 v. Chr. nach. Eine Reihe von Radiokohlenstoff- und AMS-Datierungen belegen dieses Alter. Diese Almen wurden auf Urwiesen in Gruben mit eigenem Kleinklima und über der Waldgrenze zwischen 1500 m und 2100 m gegründet. Die Hüttenreste erkennt man zum Teil noch an den Steinkränzen, die als Fundamente für Blockbauten dienten. Bisher konnten 28 Almen aus dieser Zeit nachgewiesen werden. Diese Almen dienten der Nahrungsversorgung des bronzezeitlichen Salzbergbaues in Hallstatt. Ohne Almwirtschaft wäre der expandierende Bergbau nicht möglich gewesen. Dies gilt für alle prähistorischen Bergbaugebiete in den Alpen.

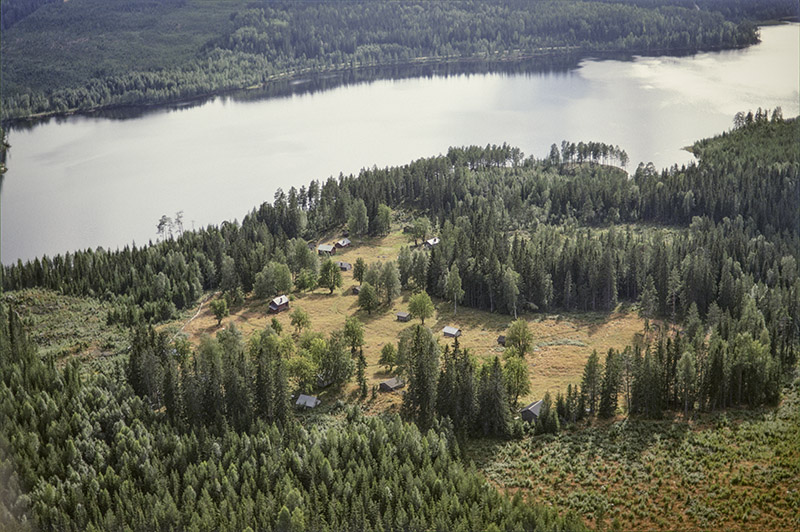
Kårebolssäter in Värmland (ca. 360 m), einer der besterhaltenen Almbetriebe Schwedens, wird von einem Verein fortgeführt

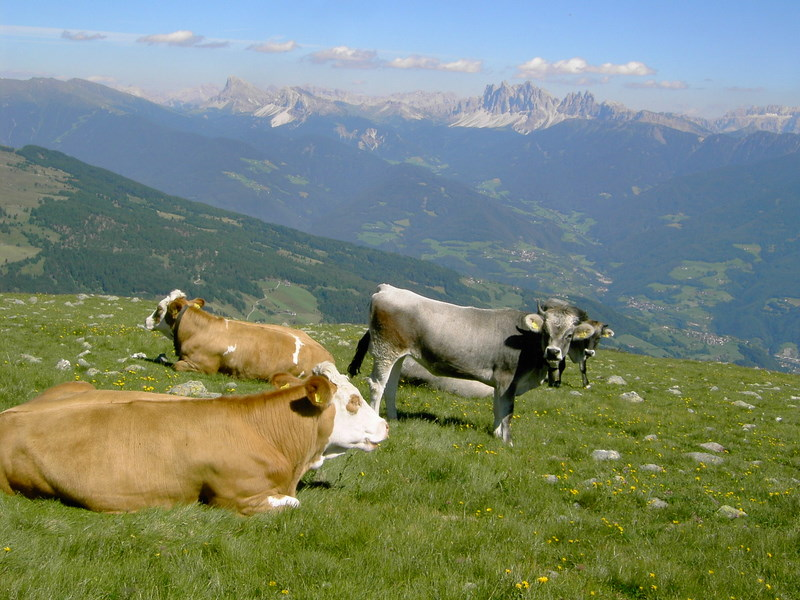
Wiederkäuende Rinder auf der Alm bei Latzfons/Südtirol

Aus der antiken Literatur ist die Existenz römerzeitlicher Almwirtschaft bekannt. Auch aus dieser Zeit konnten mehrere Almen auf dem Dachsteingebirge und den Steiner Alpen in Slowenien archäologisch erforscht werden. Eine nennenswerte inneralpine Besiedlung ab dem Neolithikum bis zu den wirtschaftlichen Umwälzungen des 19. Jahrhunderts hätte ohne Almwirtschaft nicht stattgefunden. „Die Almwirtschaft entlastete die Talweiden und ermöglichte eine Vorratswirtschaft für den Winter“.
Als Folge des Strukturwandels in der Landwirtschaft nach dem Zweiten Weltkrieg wurden viele Almen aufgegeben und verbuschten vor allem in Grenzertragslagen. Ein Gegentrend ist auszumachen in vielfältigen Bemühungen, Almen wieder zu aktivieren.

## Almwirtschaft
Die Almwirtschaft (auch Alp-, Hoch- oder Bergweidewirtschaft) prägt das Landschaftsbild großer Teile der Hochgebirge in Europa, der Alpen, Karpaten und Pyrenäen, sowie des Skandinavischen Gebirges. Die nordischen Almen werden zumeist als Seter bezeichnet, wurden jedoch fast alle aufgegeben.
Der überwiegende Teil der Nordalpen und westlichen französischen Pyrenäen wäre ohne Almwirtschaft bis auf ca. 1.500 Meter durchgehend bewaldet. Das Weidevieh hält die Almflächen waldfrei und fördert damit Pflanzengesellschaften, die ansonsten nur auf Sonderstandorten wie Felsköpfen, flachgründigen Humusauflagen oder in Lawinenstrichen sowie in der alpinen Höhenstufe vorkommen. Historisch kam die Almwirtschaft auch in Mittelgebirgen wie im Riesengebirge, im Schwarzwald oder in den Vogesen vor. Im Ostalpenraum war historisch die Form der Schwaighofwirtschaft in der montanen Höhenstufe besonders stark verbreitet.
Nach dem Alpaufzug in der Sommersaison wird von zusätzlich angestellten Hirten Weidewirtschaft betrieben. Im Herbst erfolgt der Abtrieb ins Tal, wo das Vieh den Winter zumeist in Stallungen verbringt. Während der Almwirtschaft muss im Sommer für das Winterfutter gesorgt werden.
Wurden in der Vergangenheit Almen mit dem Hochgebirge angepassten Rindersorten bewirtschaftet, sind es heute Hochleistungszuchtformen. Diese sind wesentlich schwerer als ihre Vorgänger, so dass sie die Bodendecke stärker stören. Die traditionellen Viehgangeln, horizontale Pfadspuren am Hang, werden tiefer ausgetreten und können daher leichter aufreißen, was zur Bodenerosion führt. Der Viehbesatz einer Alm/Alp wird als Bestoßung bezeichnet, und in Stößen angegeben. An vielen Orten ist die höchstzulässige Bestoßung einer Alm vorgeschrieben. Die Almweiden im Bayerischen Wald heißen Schachten. Während früher für die Schaffung neuer Weidefläche viel und unkontrolliert gerodet wurde, ist die Pflege vorhandener Almflächen wie auch die Rodung von Bergwald in den gesamten Alpen streng reglementiert.

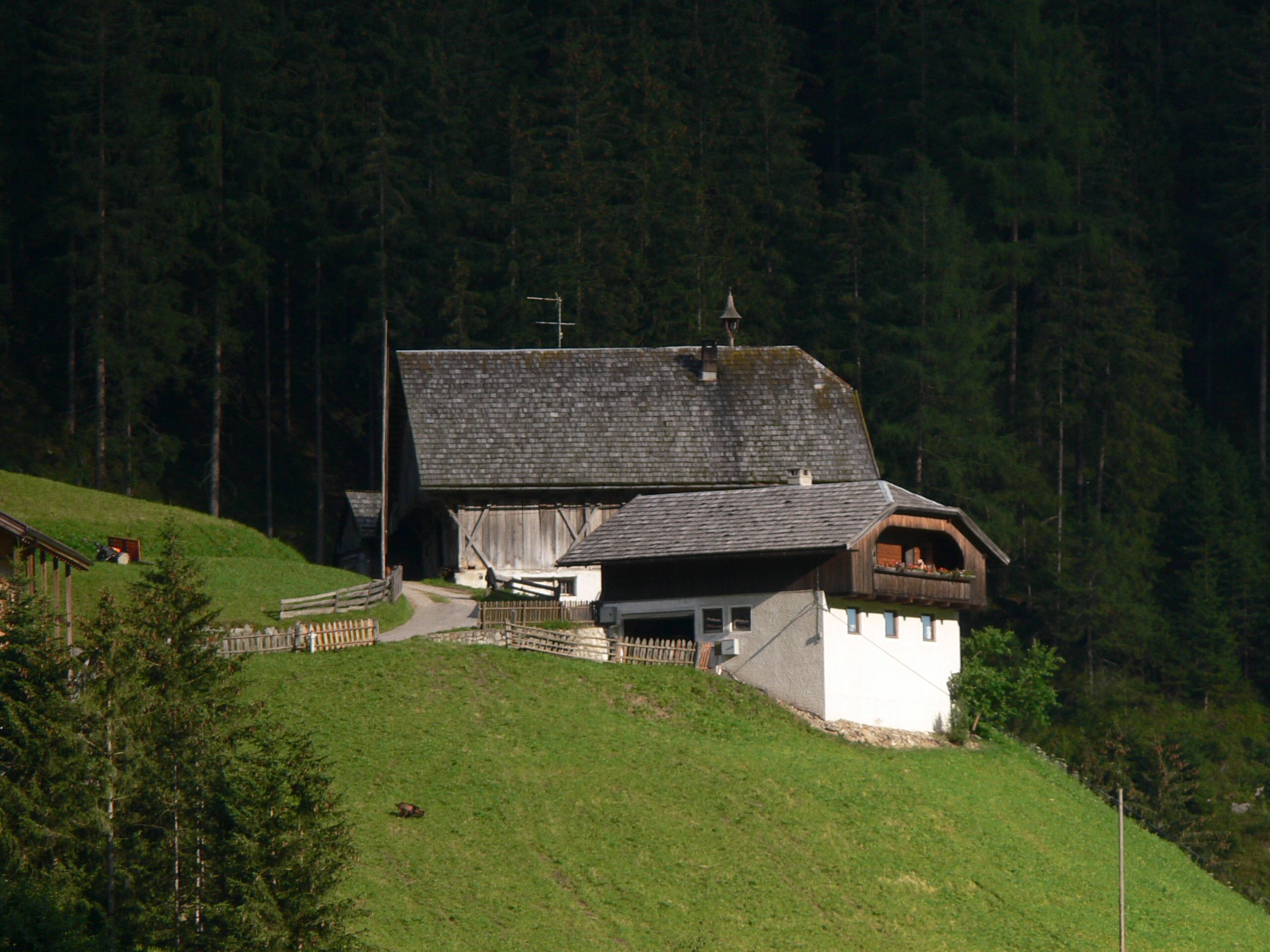
Burgegger Hof in Antholz Mittertal
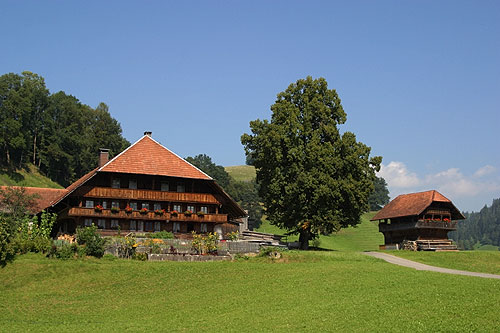
Emmentaler Bauernhof mit Kornspycher in Bärau
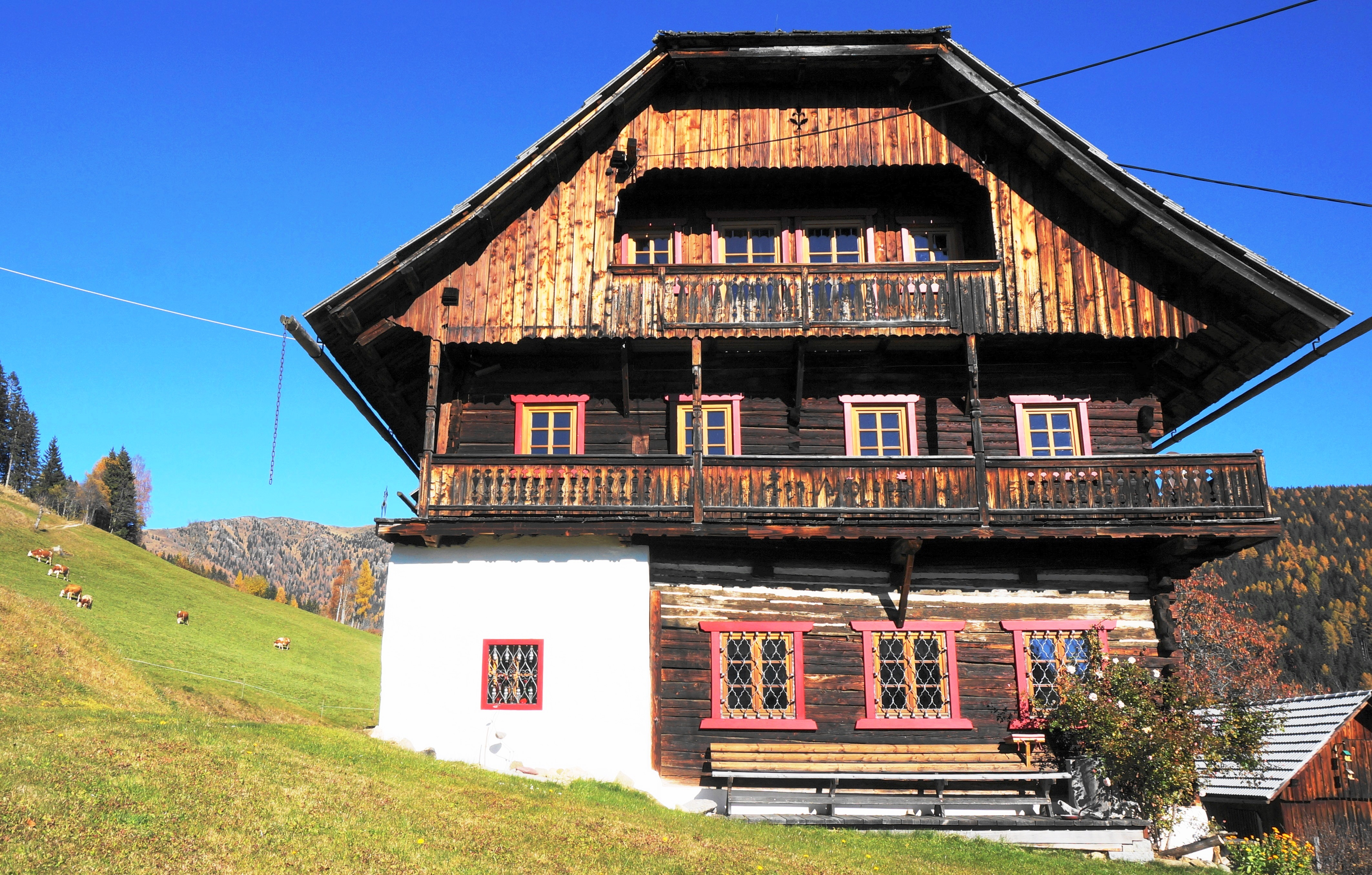
Bergbauernhof im Bezirk Villach
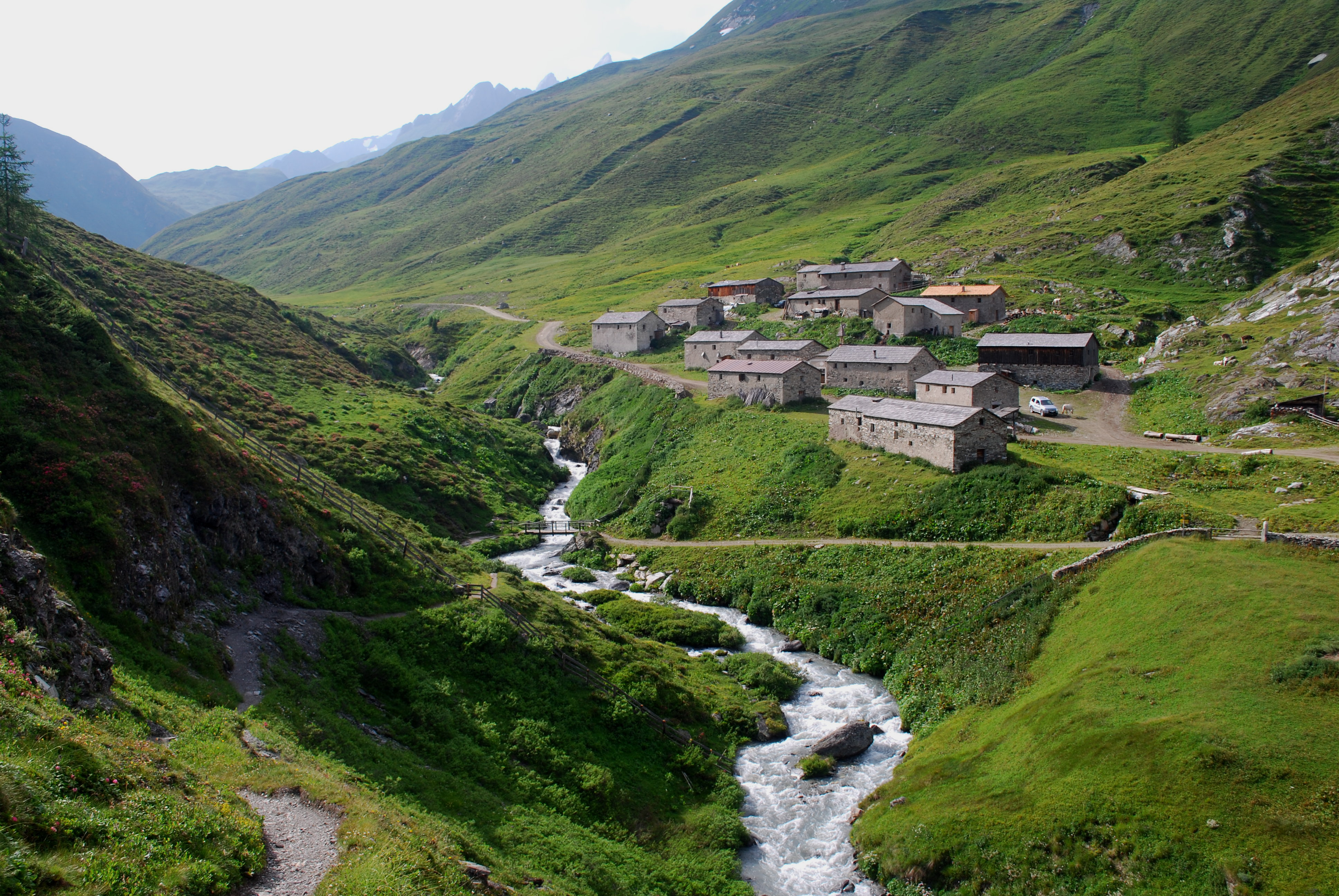
Jagdhausalm in Tirol mit einem Weiler
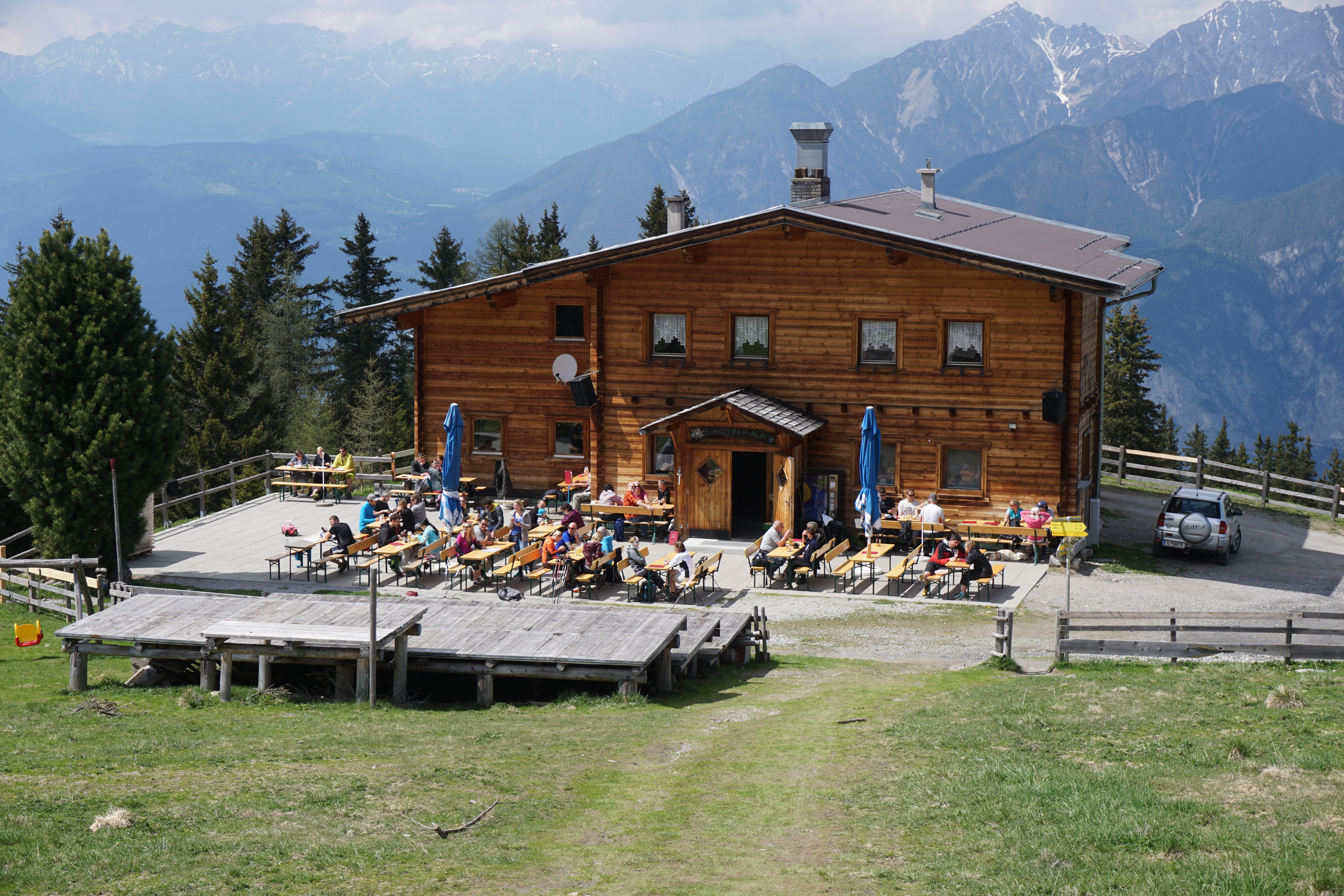
Berggasthof auf der Birgitzer Alm
Wolkenstein im Grödner Tal mit Hotels und als Skipisten genutzten Mähwiesen
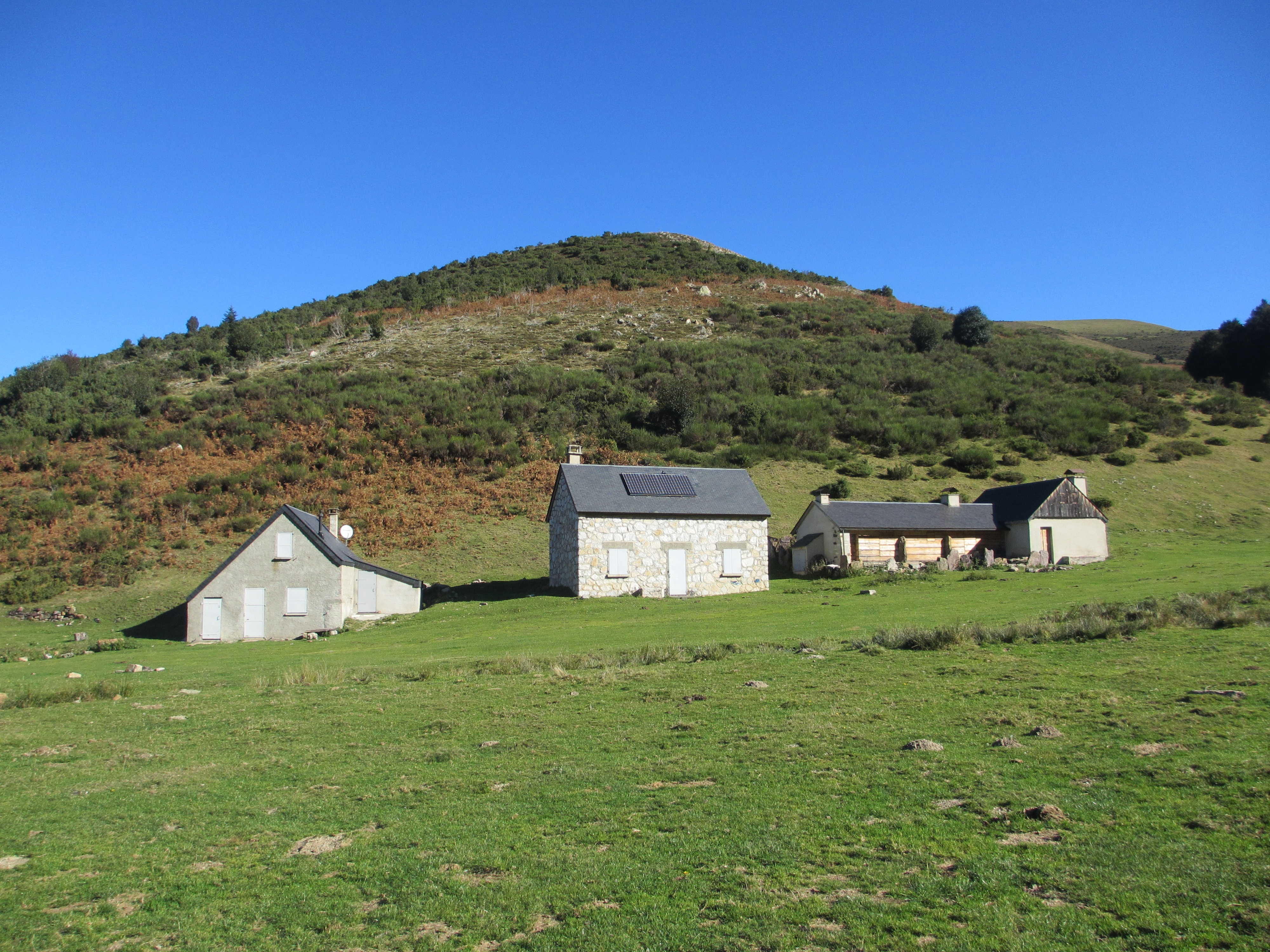
Almhütten in den Pyrenäen in der spanischen Provinz Navarra
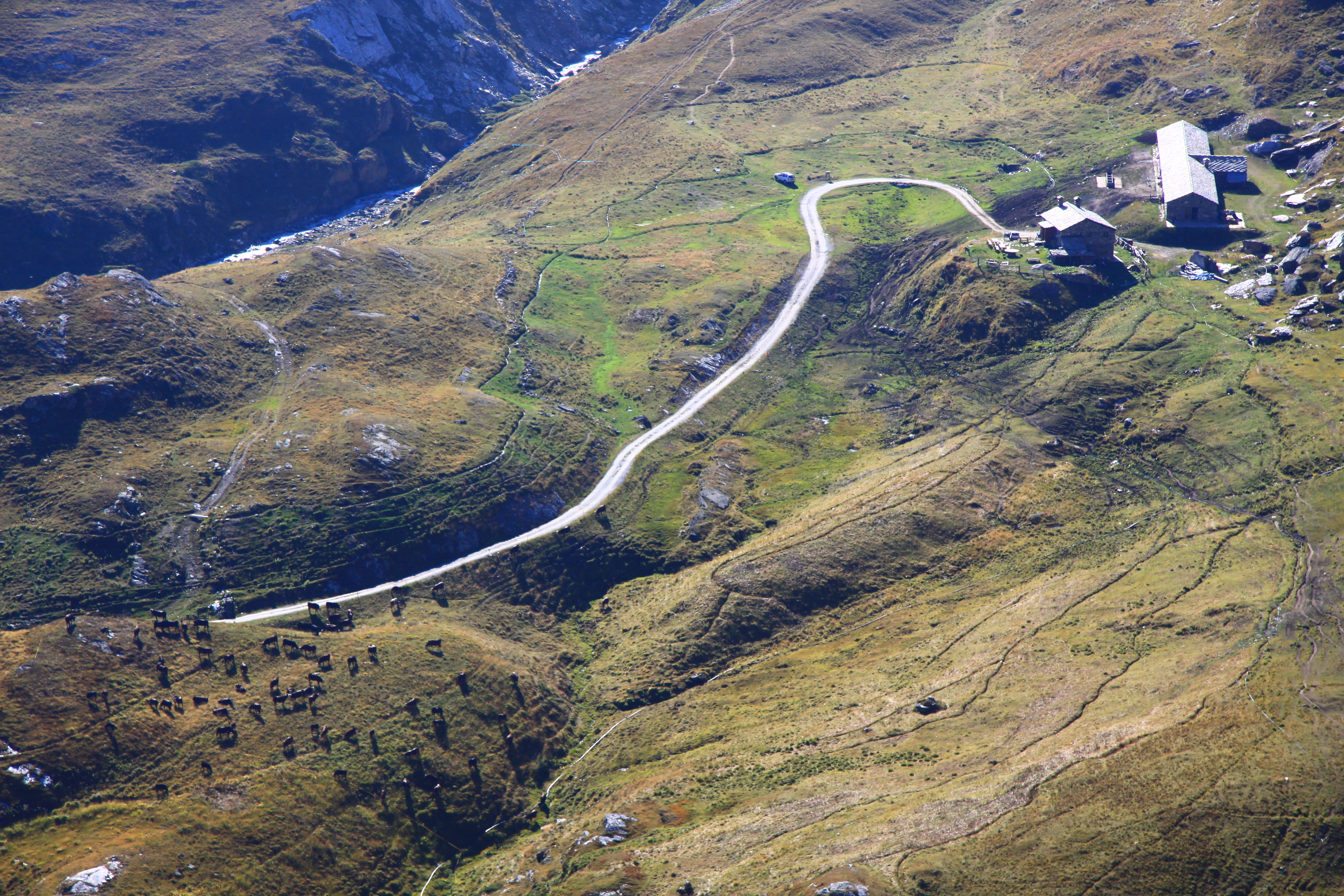
Weidewirtschaft im Aostatal

Die Almbewirtschaftung, das Betreiben einer Alp, diente ursprünglich ausschließlich der Erzeugung von Nahrungsmitteln für den Eigenbedarf und für die Versorgung der Feudalherren, an die ein Teil der Erzeugnisse abgeben werden musste. Später kam die Versorgung der städtischen Bevölkerung hinzu. Die Almen dienen auch der Landschaftspflege, und die Gemeinden können Einnahmen über den Tourismus erzielen (Bergwandern, Erholung, Wintersportgebiete). Bei ausreichender Schneebedeckung auf den Weideflächen und Mähwiesen, die im Winter als Skipisten genutzt werden, entstehen keine Bodenschäden durch das Skifahren. Wenn jedoch die Pisten planiert werden, verfestigt sich der Schnee, sodass er im Frühjahr später abtaut. Daher verkürzt sich an diesen Stellen die Vegetationsperiode; die an das örtliche Mikroklima angepasste Pflanzendecke wird beeinträchtigt, es kommt wegen verringerter Durchwurzelung zur Bodenerosion. Maschinelle Bearbeitung steiler Pisten kann mechanische Bodenschäden verursachen.
Der (amtliche) Naturschutz hat großes Interesse am Erhalt von Almflächen, da diese eine überdurchschnittlich hohe Biodiversität besitzen. In den vergangenen Jahrzehnten wurden viele für den Naturschutz wertvolle Almflächen aufgegeben. Werden Almen nicht mehr durch extensive Beweidung genutzt, dominieren zunehmend monotone Grasfluren statt artenreicher, schützenswerter Vegetationsbestände. In einem späteren Stadium setzt die (Wieder)Bewaldung ein, dadurch gehen wertvolle Kulturlandschaften und ein Teil der Biodiversität verloren, denn sie verganden und verbuschen innerhalb von ein bis zwei Generationen (30–60 Jahre), so dass zur Erhaltung der Fernsicht eine künstliche Offenhaltung (Rodung) erforderlich wäre.

### Einordnung in den Formen der Viehwirtschaft
Die Almwirtschaft – genauer: die Phase des sommerlichen Weideganges (Sömmerung) – gehört zur extensiven Tierhaltung, da die kargen Böden der Hochgebirge nur eine Landnutzung mit geringem Viehbesatz von 50 bis 80 Großvieheinheiten auf 100 ha zulassen.
Da Almen überwiegend anthropogen geschaffenes Grünland sind, handelt es sich nicht um eine Form der Naturweidewirtschaft (Pastoralismus), sondern überdies um extensive Grünlandwirtschaft.

#### Almwirtschaft als Fern- oder Wanderweidewirtschaft?
Strittig ist die Zuordnung zu den Formen der Fernweidewirtschaft. Die Sommerweiden liegen zwar auf einer anderen Höhenstufe, ansonsten aber überwiegend nicht allzu weit vom Heimathof entfernt, so dass der Almbetrieb zumeist nicht als Fernweidewirtschaft angesehen wird.
Die Almwirtschaft wird in der Regel nicht als eine Form der Transhumanz – der „saisonalen Wanderweidewirtschaft“ – betrachtet, obwohl auf Englisch und in den romanischen Sprachen eine Zuordnung als alpine transhumance vorgenommen wird. Abgesehen von den zurückgelegten Entfernungen können bei der echten Wanderweidewirtschaft sowohl die Sommer-, als auch die Winterweiden nur extensiv bewirtschaftet werden und der regelmäßige Weidewechsel macht die Viehwirtschaft in diesen Gebieten überhaupt erst möglich. Die Almwirtschaft dient demgegenüber überwiegend zur Erweiterung der genutzten Flächen und erlaubt dem Bauern auf diese Weise, mehr Vieh zu halten. Die intensive landwirtschaftliche Nutzung der Talwiesen wird also durch eine saisonale, extensive Nutzung der Bergwiesen ergänzt. Hinzu kommt häufig ein wirtschaftlicher Austausch zwischen Alm- und Talbetrieb (siehe Sennerei), sowie eine klimabedingte Stallhaltung im Winter. Beides kommt bei der Wanderhütehaltung nicht vor.

### Der Almsommer: Niederleger und Hochalm
Man unterscheidet in der Dreistufenwirtschaft den Niederleger (die unteren Almen, Maiensäss oder Unterstafel) und Oberleger (Hochalm) oder Oberstafel. Erstere ist die Alm der Montanzone, meist zwischen 1300 und 1500 Meter, die als Viehweide für den Früh- und Spätsommer brauchbar ist, zweitere die Hochweide der Subalpinzone über etwa 1500 Meter, die nur im Hochsommer begrast wird. Nach dem Abweiden der Hochalm belegt man nochmal einige Wochen die Niederleger, wo man besser vor frühen Wintereinbrüchen geschützt ist.
Während Nieder- und Oberleger die typischen Bergweidegründe von Rind und Pferd sind, werden höchstgelegene alpine Matten nicht mehr mit Almhütten befestigt, sondern nur mehr von den ganzen Almsommer über freiziehenden Schaf- und Ziegenherden bewirtschaftet. Diese werden nur hin und wieder aufgesucht, um sie auf Krankheiten und Verletzungen zu prüfen und Lecksalz zu bringen. Üblich sind hochgelegene Quellfassungen, an denen sich das Kleinvieh sammeln kann, mancherorts sind Einzäunungen üblich, die sich dann bis in die 3000er-Regionen erstrecken können, in anderen Gebieten werden keine baulichen Maßnahmen getroffen, wenn das Gelände geeignet ist.
Auf den Wegen zur Alm wird in manchen Regionen zusätzlich noch Waldweidewirtschaft (Hutwirtschaft) betrieben.
Der jährliche Beginn der Almbewirtschaftung ist abhängig von Witterung und Höhenlage, meist um Pfingsten, und wird Almauftrieb genannt, am Ende der Almzeit, meist im September, findet der Almabtrieb oder Viehscheid statt. Das Schneefluchtrecht erlaubte es früher, bei gefährlichen Wetterumstürzen das Almvieh in tiefer gelegene fremde Almen oder Maiensässe zu treiben.

### Alpbetrieb und Sennbetrieb

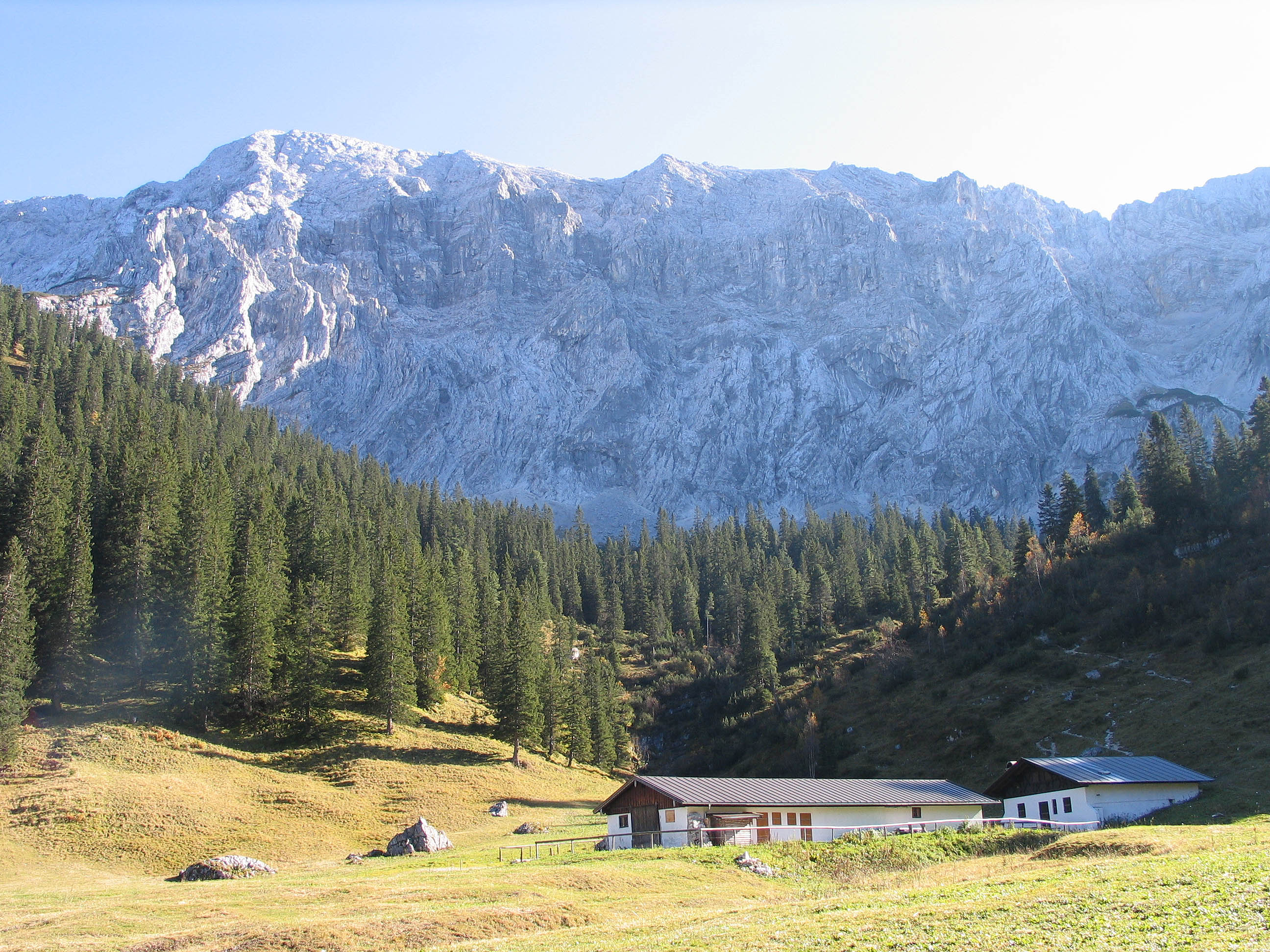
Die Wettersteinalm (1464 m), Wetterstein

Je nach regionaler Tradition und Wirtschaftsverhältnissen sind üblich:
- Alpbetrieb: Die Hofschaft übersiedelt des Sommers geschlossen auf die Alm, am Stammhof verbleibt nur eine Sommerkraft. Typisch für diese Wirtschaftsform sind die Gruppenalmen und Almdörfer, in denen soziales Leben auch im Sommer möglich ist. Mancherorts stehen im Almdorf sogar fest gemauerte Kirchen.
- Sennbetrieb: Die Bauernfamilie bleibt im Tal, das Vieh wird einem Senner aus der Familie oder einem Bediensteten, einem speziell zu diesem Zweck eingestellten Senner oder einem gemeinschaftlichen Senn übergeben. Am Hof verbleiben nur kalbendes und krankes Vieh, Kälber (in diesem Jahr geborene), und ein, zwei Stück Melkvieh für die Versorgung des Hofs. Typisch für diese Wirtschaftsform sind kleine, verstreut liegende Almhütten. Beide Betriebsformen bedingen eine Halbsesshaftigkeit der Beteiligten.

### Galtalm und Melkalm

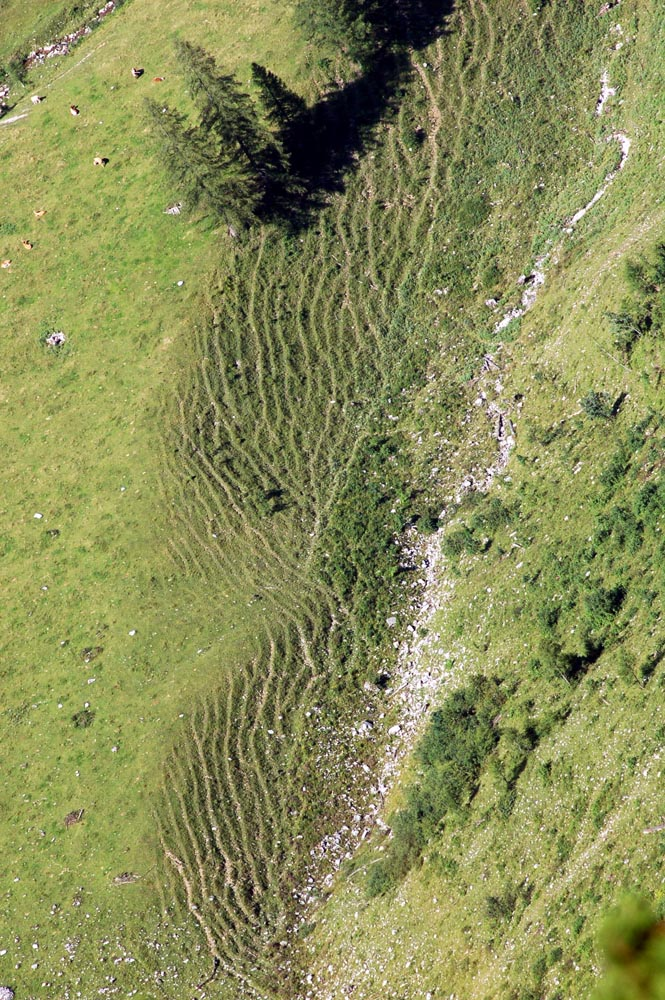
Viehgangeln an einem Steilhang, hier in der Osterhorngruppe

- Eine Galtalm dient für den Auftrieb und die Aufzucht von Jung- bzw. Galtvieh. Zum Galtvieh zählen weibliche Rinder bis zur ersten Abkalbung sowie Stiere und Ochsen unter 2 Jahre (Jungstiere), zum Jungvieh Kälber (Einjährige) und Färsen/Kalbinnen (Zweijährige).
- Eine Melkalm oder Schwaig(-alp) dient vorwiegend für den Auftrieb von Milchkühen.
- Wird eine Alm als Melk- und Galtalm geführt, spricht man von einer gemischten Alm.

Die Unterscheidung von Galtalm und Melkalm bezieht sich insbesondere auf die Infrastruktur, um die Milch des Melkviehs zu verarbeiten, also Butterei, Käserei, Kaskeller und so weiter. Auf der Galtalm ist das nicht nötig.
Direkt vor Ort wird von den Almen (Sennereien) die Erzeugung von Butter und Käse eingeleitet. Im letzteren Fall wird der fertige Käse anstelle der Milch per Materialseilbahn oder Kraftfahrzeug ins Tal verbracht und
z. B. an die Käsestraße Bregenzerwald geliefert. In manchen Gegenden verfügen die Almen über gutausgebaute Kaskeller, in denen der Käse den ganzen Sommer über verbleibt. Er wird dann beim Almabtrieb als „stolze Beute“ geschlossen mit zu Tal gebracht.

### Rossalmen
Traditionell hatten Höfe im Alpenraum, wenn sie nicht mit dem Ochsen wirtschafteten, nur ein, selten mehrere Arbeitspferde. Diese wurden bei der Sömmerung dem Rindvieh einfach beigestellt, oder blieben am Hof. Die Ansprüche der Pferde an das Futter sind anders, sie gelten als genügsamer, und sie können hinter dem heiklen Rind, das nur Blattwerk frisst, nachweiden, weil sie Stängelwerk vertragen, und sowieso eiweißreiches Grünfutter schlecht vertragen.
Nur in Landschaftstrichen mit großem herrschaftlichen Pferdebestand waren auch eigene Rossalmen verbreitet, sowie für Forstwirtschaftspferde (Rückepferde), Treidelrösser (zum Flussaufwärtsziehen der Schiffe und zum Flößen), und ähnliche Bestände, die jeweils über den Sommer (keine Schlägerung, Niederwasser) – sofern sie nicht als Packpferde im Säumerwesen des Sommers unabkömmlich waren – „frei“ hatten. Auf diesen konnten die Pferde ihrem eigenen Ziehverhalten, das sie in größeren Herden wiederaufnehmen, frei nachkommen. Typische Rossalmen waren daher meist weitläufig, aber von minderer Futterqualität. Ein eigenes Almanwesen war nicht nötig, meist steht nur eine Unterkunft für allfälligen Wachdienst.

### Die Almmahd

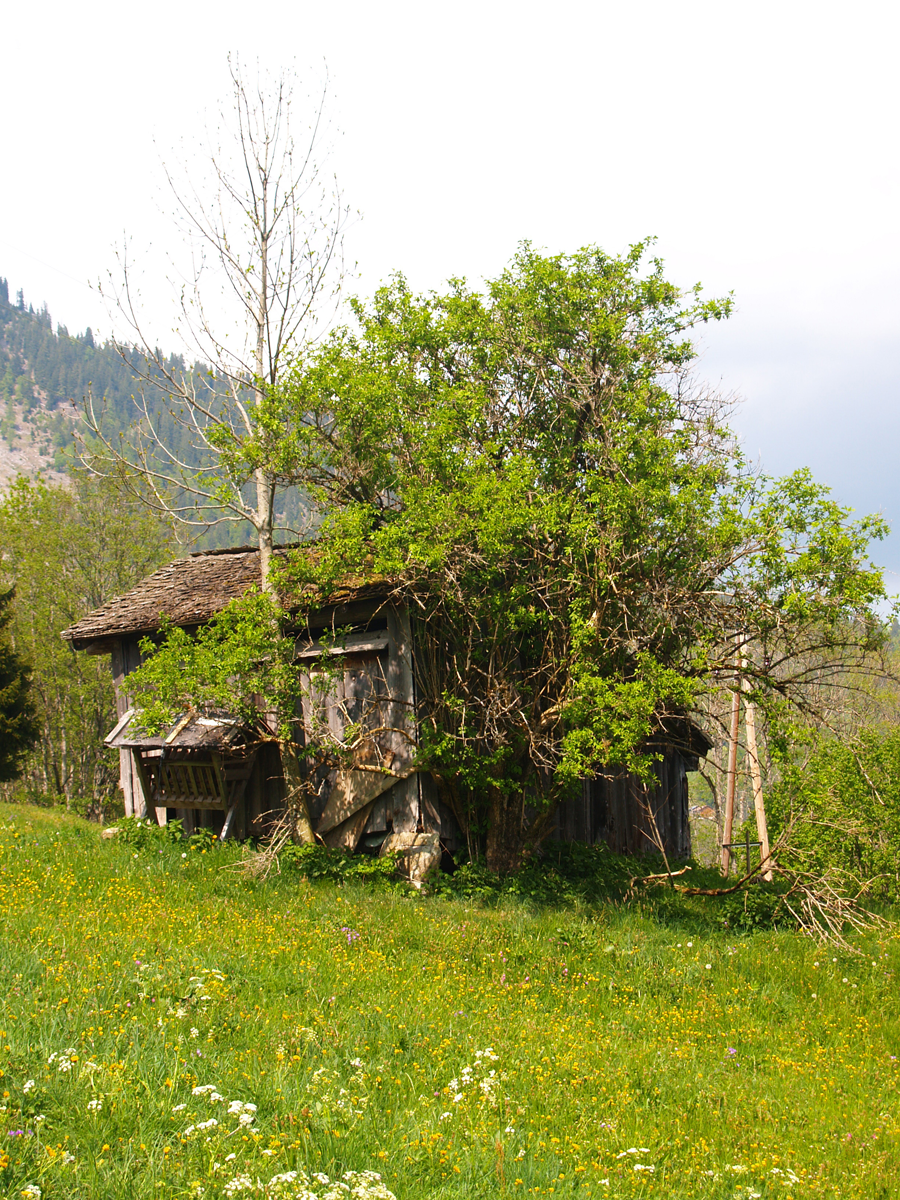
Alte Heuhütte im Bregenzerwald

In der Zeit, die das Vieh auf dem Oberleger (der Alp) verbringt, wird auf dem Niederleger das Almerheu geschnitten, an den steilen Hängen noch großteils von Hand und kaum mit Maschinen. Außerhalb der Weidegebiete wird das Wildheuen praktiziert. Das Heu wurde früher in den Heuhütten gelagert und nach Bedarf dann im Winter als besonders wertvolles Zusatzfutter ins Tal transportiert.
Dieses Heuziehen erfolgte mit Hornschlitten. Es war eine der gefährlichsten Arbeiten des alten Bergbauernlebens, mit hoher Unfall- und Todesrate. Die Schlitten wurden aufgrund des mühseligen Wiederaufstiegs zum Niederleger mit dem schweren Gerät so hoch wie möglich aufgetürmt und wogen leicht mehr als eine Tonne. Von einem Mann gelenkt, der zweite hinten als Bremser, war die Talfahrt ein nur mühsam zu kontrollierendes Unternehmen. Zusätzlich war man auf ausreichenden Schnee angewiesen, und die beste Heuzieherzeit war die, die als höchste Lawinenwarnstufe gilt, nämlich sehr viel in kürzester Zeit gefallener Schnee: Er bietet Führung, ohne den Schlitten zu sehr zu bremsen, und vielleicht liegenzubleiben (was die Hilfe und den Spott anderer Bauern nach sich gezogen hätte). Daher war die Zahl der Lawinenopfer beim Heuziehen wohl ähnlich hoch wie die der von Schlitten überrollten oder im Gelände abgestürzten.

### Besitzformen
Bei Almenwirtschaften können verschiedene Besitzverhältnisse auftreten:
- Gemeinschaftsalmen (Allmende) mit Eigentums- und Nutzungsrechten z. B. eines gesamten Dorfes oder mehrerer Einzelpersonen. Das Personal wird hier von den einzelnen Eigentümern getrennt gestellt, lediglich Käser und Putzer werden gemeinschaftlich engagiert. Anhand einer Einung werden die Rechte und Pflichten festgelegt
- Genossenschaftsalm als genossenschaftlicher Besitz (z. B. Bergschaft)
- Privatalm
- Servitutsalm oder Berechtigungsalm, im Eigentum des Staates oder Herrschers, mit Nutzungsrechten einer umgrenzten Nutzergruppe.

### Tourismusbetrieb
Almbewirtschaftung durch Jausenstationen ist eine Einnahmequelle der ansässigen Bergbauern. Die meisten Almen werden nur saisonal über den Sommer bewirtschaftet. Besonders in Wintersportregionen gibt es aber auch den ganzjährigen Betrieb, bei dem häufig eine Pause von Mitte Oktober bis zum Start des Liftbetriebs eingelegt wird.
- Saisonalalmen sind oft in den traditionellen Almbetrieb eingebunden. Ein Teil der erzeugten Waren kann gleich in den Jausenstationen verwertet werden.
- Beim ganzjährigen Fremdenverkehr hat die Viehwirtschaft vielfach keine ökonomische Bedeutung mehr und wird häufig aufgegeben.

Die Almen sind für viele Bergwanderer ein wichtiger Teil der Bergwelt. Die Verpflegungs- und Übernachtungsmöglichkeiten bewirtschafteter Almbetriebe erleichtern die Durchführung von Bergtouren erheblich.

### Immaterielles Kulturerbe der Menschheit (Schweiz)
Wie auch Transhumanz für zehn andere Staaten wurde Die alpine Weidesaison 2023 für die Schweiz in die UNESCO-Liste des immateriellen Kulturerbes der Menschheit aufgenommen.
Dabei wurde die ökologische und soziale Wirkung der Almwirtschaft hervorgehoben. Gesellschaftliche und religiöse Gebräuche seien damit ebenso verbunden wie handwerkliches Wissen, etwa in der Käseproduktion. Als Teil der schweizerischen Identität spiele sie in der Schweizer Literatur und Musik sowie in der bildenden und darstellenden Kunst eine herausragende Rolle.

## Statistik

### Österreich
1997 bestanden in Österreich mehr als 12.000 bewirtschaftete Almen, auf denen von rund 70.000 Almbauern zirka 500.000 Stück Almvieh gehalten wurden. Auf Almen und Bergmähder entfiel in Österreich 1997 eine Fläche von 851.128 ha (rund ein Viertel der landwirtschaftlichen Nutzfläche). Das größte zusammenhängende Almgebiet der österreichischen Alpen ist die Region Teichalm-Sommeralm im Grazer Bergland.
Allein in Tirol gibt es 2200 Almen, davon 1250 Milchviehalmen, die 32 Millionen Kilogramm Milch produzieren. Mehr als die Hälfte aller Kühe verbringen den Sommer auf der Alm, die durchschnittliche Almweidezeit beträgt im Tiroler Oberland 84 Tage, im Unterland und Osttirol 93 Tage. Alle zu Almen gehörenden Flächen machen 47 % der Tiroler Landesfläche aus.

### Deutschland
Im Jahr 2002 bestanden in Bayern 1384 bewirtschaftete Alpen und Almen mit einer Lichtweidefläche von 40.329 ha, jeweils die Hälfte davon in Oberbayern und im Allgäu. Dazu kommen noch rund 54.000 ha Waldweiderechte. Insgesamt wurden die bayrischen Alpen und Almen mit 47.840 Rindern, davon 4445 Kühe, 640 Pferden und 4470 Ziegen und Schafen bestoßen.

### Schweiz

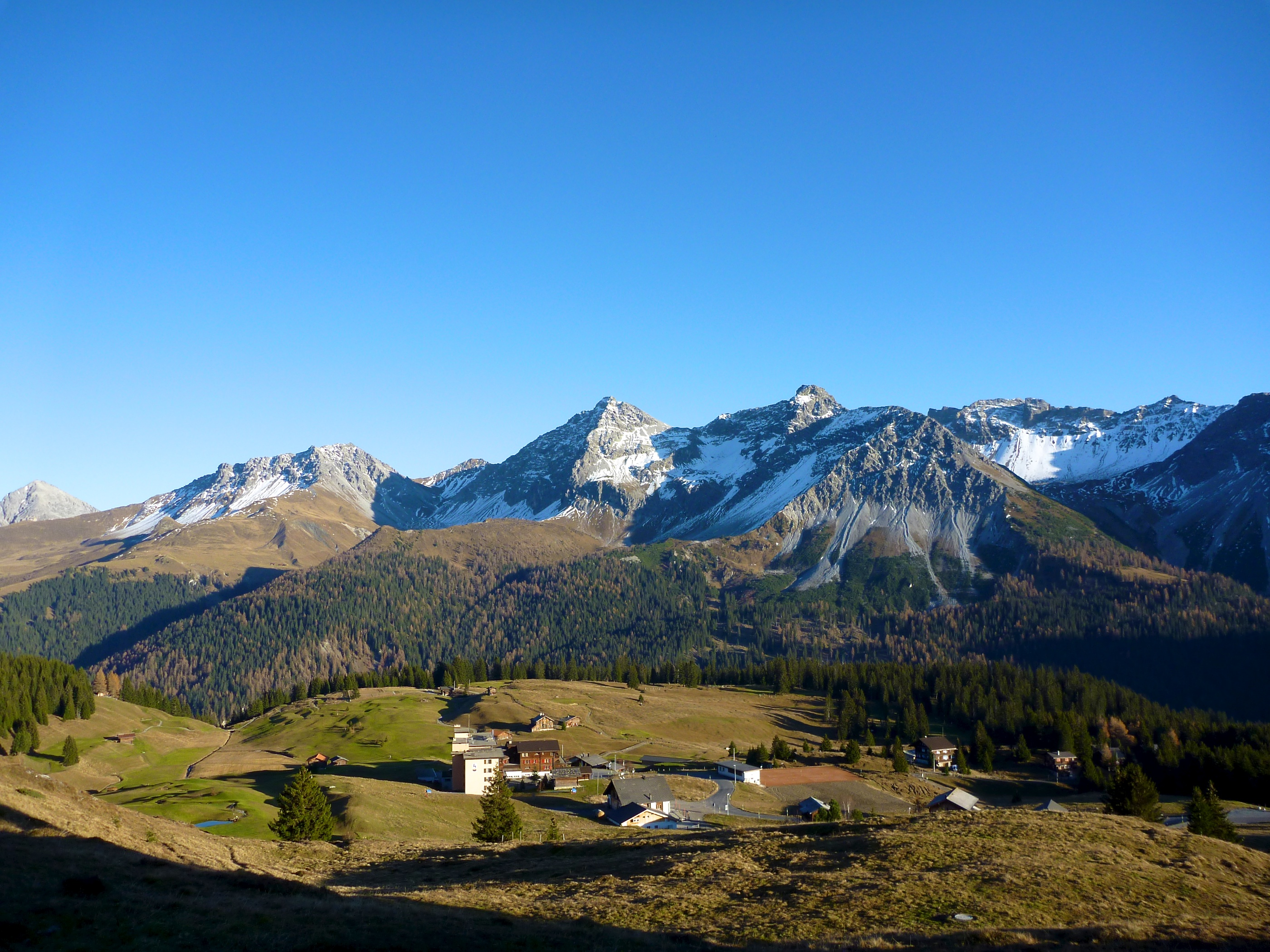
Alp Maran bei Arosa

In der Schweiz werden rund 380.000 Stück Rinder, davon 130.000 Kühe auf Alpen gesömmert, dazu rund 200.000 Schafe. Die Alpfläche beträgt rund 35 % der landwirtschaftlich genutzten Fläche, die größten Alpflächen gibt es in den Kantonen Graubünden (170.000 ha) und Bern (85.000 ha).

### Italien
In Südtirol gab es 2016 1739 Almen, der Großteil davon sind über der Baumgrenze liegende kleine Hochalmen. Nur 49 Almen in Südtirol wurden mit mehr als 15 Milchkühen bestoßen. Die Almfläche betrug über 248.000 ha, was 39 % der Gesamtfläche der Autonomen Provinz Bozen – Südtirol entspricht. Darunter mit der Seiser Alm die größte Hochalm Europas. Die reine Weidefläche machte über 97.000 ha aus. Der Viehbestand auf den Almen betrug knapp 74.000 Stück, was etwa 50 % des Gesamtbestandes ausmacht, mit etwas mehr als 2500 Milchkühen.
Im Trentino gibt es etwa 300 Almen mit etwa 8.500 Milchkühen. 80 Almen werden als Melkalmen für die Käseherstellung betrieben. Die reine Weidefläche in der Autonomen Provinz Trient beträgt etwa 35.000 ha.

## Schulen
In Immenstadt und Miesbach gibt es die beiden einzigen Alp- bzw. Almwirtschaftsschulen in Deutschland.